# Кошик з хлібом
«Ко́шик з хлі́бом» — картина  іспанського художника Сальвадора Далі, написана у 1945 р. Знаходиться в Театрі-музеї Далі у Фігерасі.

## Опис
У 1941 році Далі заявив, що має намір «стати класичним», — еволюція, яку віщувало його вивчення художників Італійського Відродження і яка, судячи з усього, відображала його відчуття, що власна психічна біографія як джерело сюжетів уже вичерпана:
|  | ... у ці смутні часи плутанини, хвилювань та зростаючої деморалізації (...) як я вже казав, Далі знаходить унікальний підхід до своєї долі: ВІН СТАНЕ КЛАСИКОМ! Він ніби сказав собі: «Зараз або ніколи». |

Роботу «Кошик з хлібом» Далі представив на виставці «Останні картини Сальвадора Далі», що проходила в галереї Біну в Нью-Йорку з 20 листопада по 29 грудня 1945 року. В каталозі, що був виданий спеціально до виставки, Далі дав до картини такий коментар:
|  | Я працював над цією картиною впродовж двох місяців поспіль, по чотири години на день. В цей період розгорталися найдивовижніші та найсенсаційніші епізоди сучасної історії. Роботу я завершив за день до кінця війни. Хліб завжди був однією з найбільших фетишистських та нав'язливих тем у моїй творчості, вірність яким я свято зберігаю. Дев'ятнадцять років тому я написав той самий об'єкт. Якщо провести ретельне порівняння цих двох робіт, по ньому можна вивчати всю історію живопису — від лінійної чарівності примітивізму до стереоскопічного гіперестетизму. Ця типово реалістична робота, як виявилося, більше за все інше задовольнила мою фантазію. Перед нами полотно, про яке нічого не можна сказати, — повна загадка! |

Гала вважала картину «Кошик з хлібом» найкращим подарунком, що колись робив їй чоловік. Картина була обраною для ілюстрації «Плану Маршалла», програми американської підтримки з відновлення післявоєнної Європи. Вона була предметом багатьох досліджень і неодноразово наводилася самим Далі як приклад. Так, в одному зі своїх ключових висловлювань художник дає критерії для аналізу цього полотна:
|  | Пів року моєю задачею було оволодіти втраченою технікою старих майстрів, досягти передвибухової непорушності предмета. Це найбільш суворо витримана картина з точки зору геометричної композиції. Структурні силові лінії напружені до останньої межі. Ще трохи — і з цим грубим окрайцем станеться корпускулярний вибух. За двадцять років кошик перетворився на корону, а хліб набув компактності ліктя або рогу носорога. |